# Jurová
Jurová (allemand : Gerschika) est un village de Slovaquie situé dans la région de Trnava.

## Histoire
Première mention écrite du village en 1253.

## Démographie

### Évolution de la population
| Année:               | 1994. | 2004.   | 2014.    | 2024.   |
| -------------------- | ----- | ------- | -------- | ------- |
| Nombre de personnes: | 435   | 433     | 497      | 482     |
| Différence:          |       | -0,45 % | +14,78 % | -3,01 % |

| Année:               | 2023. | 2024. |
| -------------------- | ----- | ----- |
| Nombre de personnes: | 482   | 482   |
| Différence:          |       | +0 %  |